# Gibson en Warwickmonument
Het Gibson en Warwickmonument ook wel bekend als het Dambustersmonument, is een oorlogsmonument in de Nederlandse stad Steenbergen.

## Beschrijving
Het monument is opgericht ter herdenking van Guy Gibson (de vlieger die in 1943 leiding gaf aan Operatie Chastise en daarvoor het Victoria Cross ontving) en zijn 22-jarige navigator Jim Warwick, die op 19 september 1944 net buiten Steenbergen neerstortten met hun De Havilland Mosquito.
Het monument bestaat uit een propeller geplaatst op een meer dan twee meter hoge granieten zuil. Het monument bevindt zich in het stadspark van Steenbergen en bevat de volgende tekst:

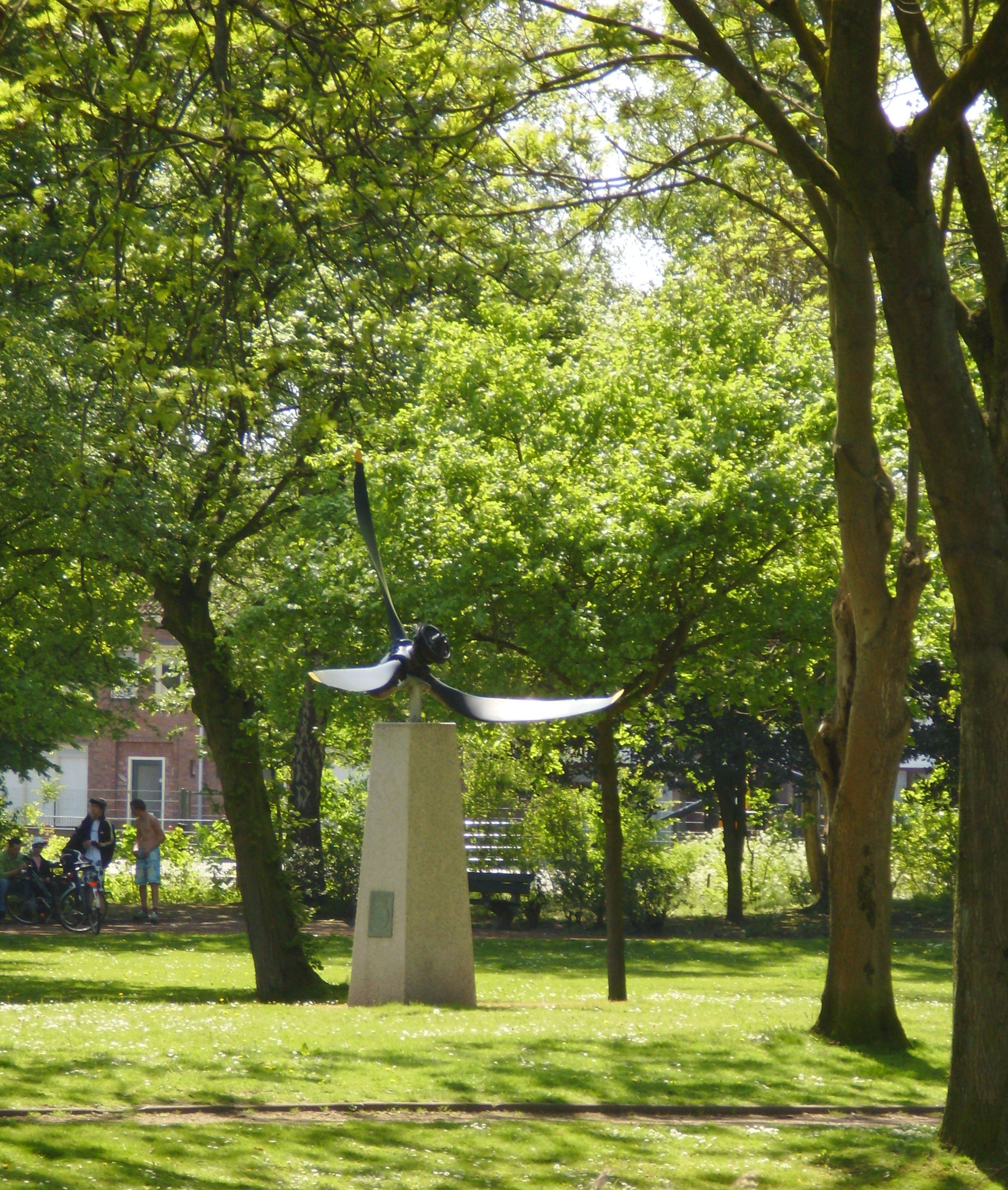
Het monument in het stadspark

TER NAGEDACHTENIS AAN
W/Cdr GUY GIBSON VC.DSO.DFC
SQN/Ldr JIM WARWICK DFC
ROYAL AIR FORCE
BEIDEN VERLOREN HUN LEVEN TE
STEENBERGEN 19 SEPTEMBER 1944
FOR OUR TOMORROW
THEY GAVE THEIR TODAY
LEST WE FORGET'.
OP VLEUGELS VAN VRIJHEID
VOCHTEN EN VIELEN ZIJ
IN DE HARTEN VAN MENSEN
VAN NU EN VAN MORGEN
LEVEN ZIJ VOORT
Daarnaast zijn ook de emblemen van het No. 617 Squadron RAF (de Dambusters) met daarop de Franse tekst "Apres moi le deluge" (Na mij de zondvloed, een verwijzing naar Operatie Chastise) en het 106th Bomber squadron te zien.